# Qizilqum Futbol Klubi
Il Qizilqum Futbol Klubi o Qizilqum Zarafshon è una società calcistica uzbeka con sede nella città di Zarafshan. La squadra è stata fondata nel 1967.

## Organico

### Rosa 2020
| N. |                        | Ruolo | Calciatore          |
| -- | ---------------------- | ----- | ------------------- |
| 1  | Uzbekistan (bandiera)  | P     | Ignatiy Nesterov    |
| 4  | Uzbekistan (bandiera)  | C     | Mirdzhalol Kosimov  |
| 5  | Bielorussia (bandiera) | D     | Uladzislaŭ Kasmynin |
| 6  | Uzbekistan (bandiera)  | C     | Erkin Boydullayev   |
| 7  | Uzbekistan (bandiera)  | C     | Oybek Kilichev      |
| 8  | Russia (bandiera)      | C     | Ruslan Margiev      |
| 9  | Uzbekistan (bandiera)  | C     | Khumoyun Abdualimov |
| 10 | Uzbekistan (bandiera)  | C     | Alisher Sanoev      |
| 11 | Uzbekistan (bandiera)  | A     | Kadamboy Nurmetov   |
| 15 | Uzbekistan (bandiera)  | A     | Vokhid Shodiev      |
| 14 | Uzbekistan (bandiera)  | D     | Fayzulla Kambarov   |
| 17 | Uzbekistan (bandiera)  | D     | Salim Mustafoev     |
| 18 | Uzbekistan (bandiera)  | C     | Jasur Azimov        |

| N. |                       | Ruolo | Calciatore               |
| -- | --------------------- | ----- | ------------------------ |
| 20 | Uzbekistan (bandiera) | C     | Khurshid Olimov          |
| 21 | Uzbekistan (bandiera) | D     | Mukhsin Ubaydullaev      |
| 22 | Uzbekistan (bandiera) | P     | Artem Makosin            |
| 23 | Uzbekistan (bandiera) | D     | Sherali Juraev           |
| 25 | Uzbekistan (bandiera) | C     | Azizbek Usmonov          |
| 28 | Uzbekistan (bandiera) | C     | Sardor Jakhonov          |
| 44 | Nigeria (bandiera)    | A     | Ibrahim Tomiwa           |
| 45 | Uzbekistan (bandiera) | P     | Nizomiddin Ziyovutdinov  |
| 75 | Russia (bandiera)     | D     | Oleg Tolmasov            |
| 77 | Uzbekistan (bandiera) | A     | Sunnatilla Abdullazhonov |
| 94 | Uzbekistan (bandiera) | A     | Doniyor Usmonov          |
| 97 | Uzbekistan (bandiera) | C     | Sherzod Kodirov          |
| 99 | Uzbekistan (bandiera) | A     | Doston Ibragimov         |